# Euphorbia capansa
Euphorbia capansa är en törelväxtart som beskrevs av Adolpho Ducke. Euphorbia capansa ingår i släktet törlar, och familjen törelväxter. Inga underarter finns listade i Catalogue of Life.